# ЮТэйр
ЮТэйр (англ. Utair) — российская авиакомпания, образующая вместе с дочерними структурами (АО «ЮТэйр-Вертолётные услуги», АО «ЮТэйр», АО «ЮТэйр-Инжиниринг», ООО «ТС Техник», «Центр подготовки персонала» и ООО «ЮТэйр-Информационные технологии») один из крупнейших в стране авиахолдингов — группу «ЮТэйр».
Группа «ЮТэйр» выполняет пассажирские, грузовые и санитарные авиарейсы в России и за рубежом, обеспечивает техническое обслуживание и  капитальный ремонт воздушных судов (самолётов и вертолётов) и подготовку персонала.
Полное наименование — Публичное акционерное общество «Авиакомпания «ЮТэйр».
Авиакомпания имеет крупнейший в мире по грузоподъёмности вертолётный флот, работающий в России и на нескольких континентах. По объёму пассажиропотока и пассажирооборота ЮТэйр занимает 4-е место в списке крупнейших авиакомпаний России.
В 2023 году авиакомпания перевезла на внутренних и международных направлениях 6 687 589  пассажиров (+9,3% % к 2022 году), из них самолётами — 6 058 285 человек, вертолётами — 629 304 человека.
Крупнейший узловой аэропорт авиакомпании — московский аэропорт Внуково. 
Базовые хабы в регионах — Рощино (Тюмень), Сургут, Уфа.
Штаб-квартира авиакомпании расположена в Сургуте.

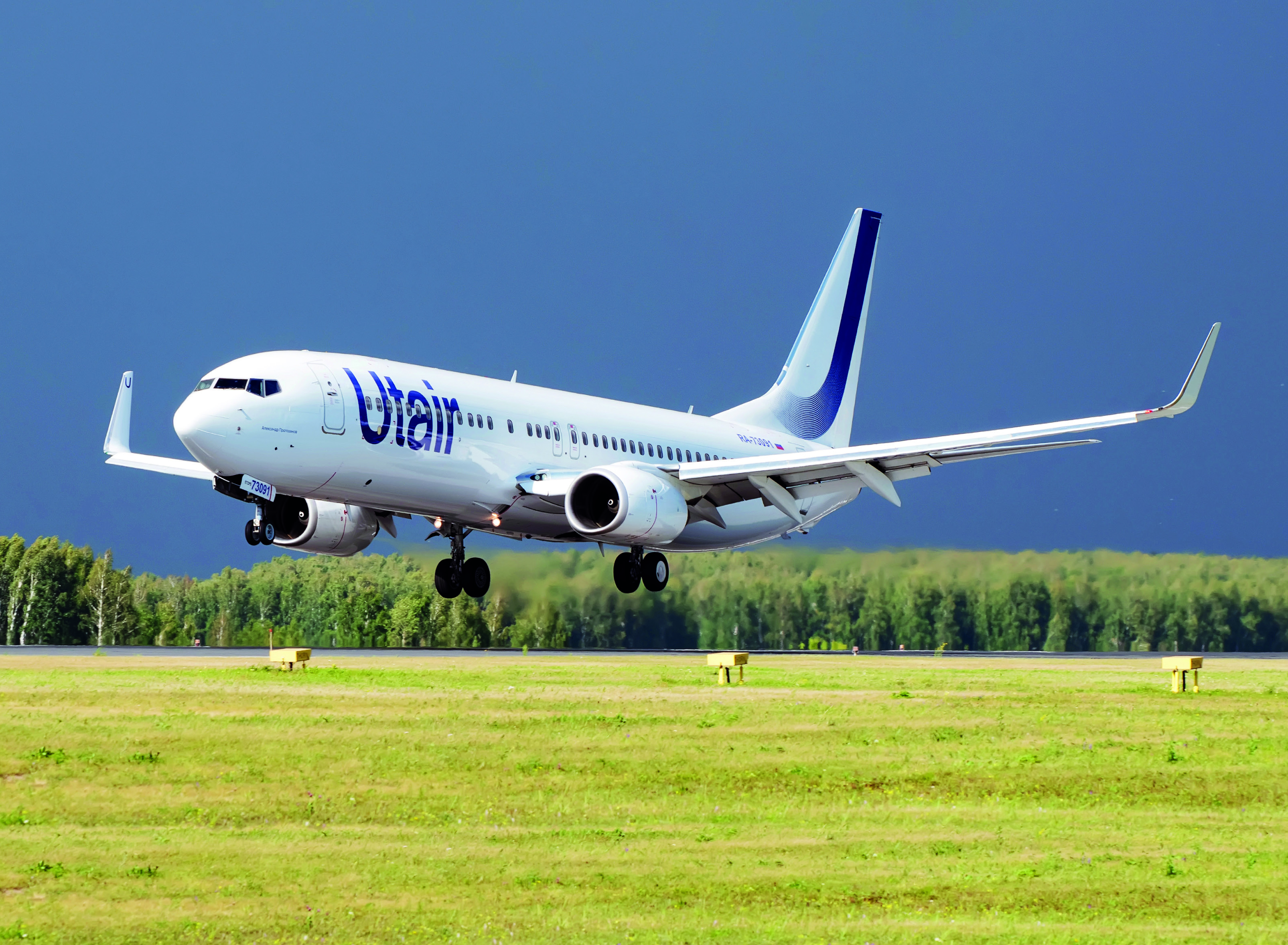
Самолёт ЮТэйр над взлётной полосой

## История
- 1934 — лётчик В. Бажан и авиатехник А. Фокин открыли движение по Обской воздушной линии Тюмень — Тобольск — Самарово (Ханты-Мансийск) — Берёзово — Обдорск (Салехард)[8].
- 1967 — организовано Тюменское управление гражданской авиации[9] на базе Тюменской авиагруппы Уральского управления гражданской авиации по приказу министра гражданской авиации СССР для обслуживания нужд одного из крупнейших промышленных центров — Западно-Сибирского нефтегазового комплекса. Министерство гражданской авиации сосредоточило в пределах области 38% всего гражданского вертолётного парка страны. В состав управление вошло пять объединённых авиаотрядов и две объединённые эскадрильи. Работники предприятия стали первопроходцами-испытателями вертолётов марки «Миль», включая Ми-26, а также самолёта Ил-76, которые вводились во флот в Тюмени. Общая численность работников — 4910 человек, летно-подъёмный состав — 998 человек. Самолётный и вертолётный парк — 297 аппаратов (Ан-2, Ли-2, Ан-12, Ан-24, Ми-1, Ми-2, Ми-4, Ми-6, Ми-8)[10].
- 1991 — Тюменское управление гражданской авиации реорганизовано в авиакомпанию «Тюменьавиатранс» по приказу министра гражданской авиации[11].
- 2001 — авиакомпания — крупнейший подрядчик Организации Объединённых Наций по обслуживанию миротворческих миссий[12].

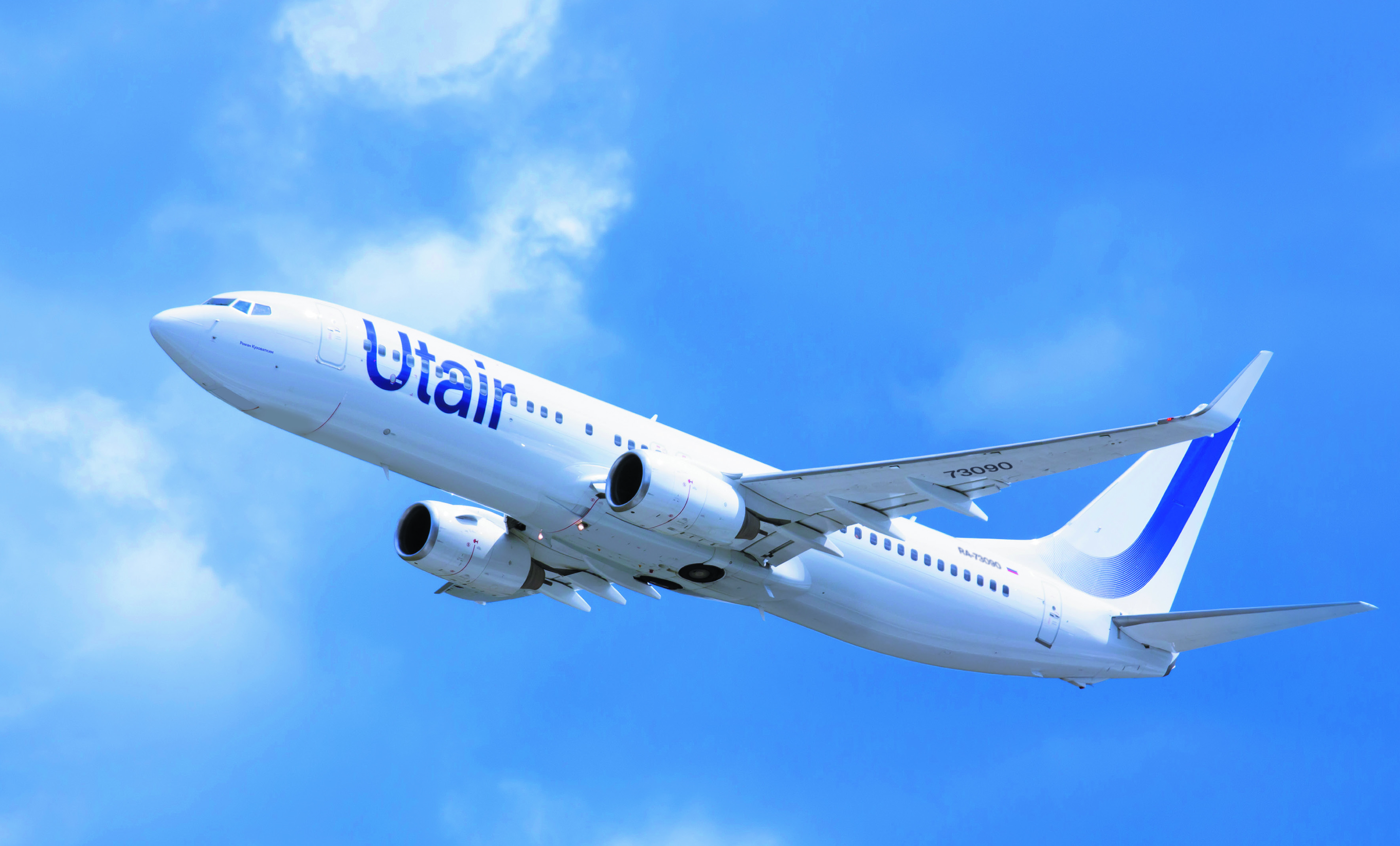
Самолёт авиакомпании во время полёта

- 2002 — новое название — авиакомпания UTair, ребрендинг авиакомпании[13]. Обновление авиапарка.
- 2004 — ЮТэйр вошла в рейтинг «Сто крупнейших компаний России», подготовленный рейтинговым центром АК&М и деловым журналом «Компания»[14].
- 2006 — компания первой в России начала продажу электронных билетов[15].
- 2008 — ЮТэйр стала членом Международной ассоциации воздушного транспорта (IATA)[16].
- 2013 — воздушные суда группы «ЮТэйр» перевезли более 10 000 000 пассажиров за год.
- 2015-2016 — реструктуризация компании, оптимизация воздушного флота, совершенствование продуктового предложения для пассажиров.

Логотип компании в 2002—2017 годы

- 2017 — группа «ЮТэйр» отметила 50-летний юбилей и произвела ребрендинг[17].
- 2018 — группа «ЮТэйр» приобрела контрольный пакет аэропорта Сургута[18].
- 2022 — ЮТэйр выкупила в собственность у лизинговых компаний восемь самолётов Boeing 737-800[19].
- 2022 — АО «ЮТэйр-Инжиниринг» получил сертификат разработчика авиационной техники. В сферу разработки входят вертолёты транспортной категории, компоненты II и III класса для вертолётов транспортной категории (бытовое и аварийно-спасательное оборудование, оборудование грузовых и вспомогательных отсеков, пилотажно-навигационное оборудование, фюзеляж, системы электроснабжения, системы связи)[20].
- 2023 — Государственная транспортная лизинговая компания (ГТЛК) заключила с ЮТэйр договор лизинга на 15 новых вертолётов (четыре Ми-8АМТ и 11 Ми-8МТВ-1)[21].
- 2024 — АО «Государственная транспортная лизинговая компания» (ГТЛК) подписало договор лизинга с ЮТэйр в ходе ПМЭФ на поставку 10 новых отечественных вертолётов Ми-8МТВ-1. Вертолёты изготовят на Казанском вертолётном заводе холдинга «Вертолёты России» Госкорпорации Ростех[22].

### Современный этап
Группа «ЮТэйр» является одним из крупнейших операторов вертолётного флота в мире, который обслуживает предприятия топливно-энергетического комплекса, государственного сектора, а также частные предприятия, работающие в разных отраслях, а также предоставляет услуги санитарной авиации.
31 октября 2017 года был запущен процесс ребрендинга: у компании появился фирменный логотип и новый шрифт написания названия. Новый логотип авиакомпании — наклонённая буква U. Новый шрифт в названии на фюзеляже лаконичнее, без наклона как прежде, а вторая буква в названии строчная (ранее название авиакомпании писалось UTair). До окончания 2018 года были перекрашены парк самолётов, обновился сайт, мобильное приложение, форма пилотов и бортпроводников.
В 2020 году компания представила новую стратегию развития — обновление флота и стабильное развитие среднемагистральных, региональных и внешнеэкономических (авиационные услуги для миссий ООН) перевозок, развитие вертолётного бизнеса.
ЮТэйр первой в России начала переводить самолёты из бермудского авиационного реестра в российский. Первым самолётом стал Boeing 737-500, сменивший старый номер VQ-BJL на российский RA-73048. К весне 2022 года компания перевела в российский реестр 50 самолётов — весь флот, включая дальнемагистральные широкофюзеляжные Boeing 767, а также выкупила из лизинга восемь Boeing 737-800.

### Реструктуризация
Несмотря на то, что в 2009 году ЮТэйр оказалась крупнейшей компанией по доле полётов внутри России, на фоне последствий мирового экономического кризиса 2008 компания столкнулась с увеличением долговой нагрузки и убыточностью пассажироперевозок.
В результате переговоров с несколькими заинтересованными структурами основным владельцем ЮТэйр стал негосударственный пенсионный фонд (НПФ) компании «Сургутнефтегаз». В ноябре 2010 года Федеральная антимонопольная служба (ФАС) России удовлетворила ходатайство НПФ «Сургутнефтегаз» о покупке 75,64 % акций ОАО «Авиакомпания "ЮТэйр"».
В 2015 году авиакомпания находилась на грани банкротства. 
Финансовую поддержку оказали основной собственник «Сургутнефтегаз», Сбербанк и синдикат кредиторов. Также авиакомпания получила два синдицированных кредита: 18,9 млрд рублей на 7 лет (9 % годовых) и 23,7 млрд рублей на 12 лет (0,01 % годовых). В ноябре 2015 года компания завершила процесс реструктуризации долга и государственные гарантии по кредитам. По словам Грефа, «менеджмент предпринял радикальные шаги по сокращению "хвостов". Думаю, мы все свои деньги вернём».
В 2018 году компания столкнулась с нехваткой ликвидности из-за задержек поставок новых самолётов, резкого роста затрат на подорожавший керосин и убыточных региональных перевозок.
В декабре 2018 года ЮТэйр начала процедуру реструктуризации семилетнего кредита на 18,9 млрд рублей, предоставленного в 2015 году. В 2019 году аудиторская компания Ernst & Young представила отчёт о том, что перевозчик понёс чистый убыток в 22 миллиарда рублей и возможных трудностях с выплатами по кредитам. В том же году ЮТэйр после переговоров о реструктуризации улучшила прогноз по возможности обслуживать кредиты.
В феврале 2019 года Правительство России рассматривало варианты системного решения проблем авиакомпании ЮТэйр. Замминистра транспорта Александр Юрчик заявил, что есть указание президента «авиакомпании не банкротить», а Герман Греф сообщил, что финансовое оздоровление ЮТэйр — «единственный вариант развития».
В 2021 году компания успешно завершила реструктуризацию и договорилась о конвертации в акции долгов перед собственным акционером, что позволило снизить долговую нагрузку. Это снижение — основное требование банка «Россия» для реструктуризации двух синдицированных кредитов, что позволило завершить процесс реструктуризации.
В 2022 году ЮТэйр показала рост выручки на 9 %, до 53,2 млрд рублей, чистой прибыли по РСБУ — на 6 %, до 4,1 млрд рублей. В 2023 году чистая прибыль компании по МСФО составила 2,79 млрд рублей (снижение в 1,6 раз по сравнению с 2022 годом). Выручка за отчётный период выросла на 21 % до 99,65 млрд рублей.

## Собственники и руководство
В конце 2010 года «Сургутнефтегаз» приобрёл 75,64 % авиакомпании, став мажоритарным акционером UTair.
В 2016-м контролирующим акционером компании (50,1 %) владела АО «АК-Инвест», связанная с «Сургутнефтегазом». Кроме того, по состоянию на март 2022 года 38,8 % акций владеет Ханты-Мансийский автономный округ — Югра и 8,4 % — Тюменская область.
Генеральный директор — Андрей Мартиросов.

### Состав группы компаний
- ПАО «Авиакомпания «ЮТэйр» — обеспечивают пассажирские и грузовые перевозки самолётами в регионах России по маршрутной сети из более чем 120 направлений.
- АО «ЮТэйр-Вертолётные услуги» — крупнейший российский вертолётный оператор и мировой оператор №1 по грузоподъёмности флота.
- АО «ЮТэйр» — один из ключевых авиаперевозчиков России для предприятий нефтегазового комплекса. В парке — Ан-74, Ан-24, Ан-26.
- АО «ЮТэйр-Инжиниринг» — крупнейший российский авиаремонтный и авиатехнический производственный комплекс, производящий техническое обслуживание и капитальный ремонт вертолётов семейства «Миль». Техническое обслуживание вертолётной техники типа Ми-26, Ка-32, капитальный ремонт Ми-8 всех серий и модификаций, Ми-171. Также получены сертификаты на выполнение технического обслуживания вертолётов производства компании «Airbus Helicopters» EC-130B4, AS-350, AS-355, B0-105, AgustaWestland AW 139, капитального ремонт и техобслуживание вертолётов Robinson R-44[52].
- ООО «ТС Техник» — одно из основных российских предприятий по техническому обслуживанию самолётов.
- «Центр подготовки персонала» — один из ведущих авиационных учебных центров России, который осуществляет подготовку и переподготовку лётного и инженерно-технического состава, а также персонала наземных служб по 186 программам обучения, в числе которых одобренная Airbus Helicopters лётная подготовка на вертолётах AS350 В3e, AS355 N и AS355 NP по российским требованиям и европейским стандартам[53].
- ООО «ЮТэйр-Информационные технологии» — аккредитованная Минцифры IT-компания, которая ведёт разработку программного обеспечения группы «ЮТэйр»[54][55].

## Флот

### Действующий флот
По состоянию на июнь 2024 года размер флота ПАО «ЮТэйр» составляет 59 самолётов:
| Самолёт          | Год ввода во флот | Количество | Бортовые номера                                                    | Мест                                         | Фотографии |
| ---------------- | ----------------- | ---------- | ------------------------------------------------------------------ | -------------------------------------------- | ---------- |
| ATR 72-500       | 2011              | 15         | RA-6768(2-9); RA-6769(0-2) RA-6769(5-8)                            | 70Y                                          |            |
| Boeing 737-400   | 2009              | 6          | RA-7306(4-9);                                                      | 159Y                                         |            |
| Boeing 737-500   | 2007              | 18         | RA-7303(5-9) RA-7304(0-9)                                          | 126Y                                         |            |
| Boeing 737-800   | 2011              | 17         | RA-7308(4-7) RA-7309(3-1) RA-7309(3-7) VQ-BDG VQ-BDP VQ-BDR VQ-BPT | 186Y, RA-7308(8-9) RA-7309(0-1) имеют C8Y165 |            |
| Boeing 767-200ER | 2011              | 3          | RA-7308(1-3)                                                       | 249Y (2-4-2)                                 |            |
| Всего            |                   | 59         |                                                                    |                                              |            |

### Выведены из эксплуатации
Ранее использовавшиеся компанией типы самолётов:
| Самолёт         | Год ввода | Год вывода                                                       | Фотографии |
| --------------- | --------- | ---------------------------------------------------------------- | ---------- |
| Ан-24           | 1993      | 2008 (ЮТэйр) 2014 (ЮТэйр-Экспресс) эксплуатируются (ЗАО «ЮТэйр») |            |
| Ту-134          | 1999      | 2011 (ЮТэйр) 2014 (ЮТэйр-Экспресс)                               |            |
| Ту-154М         | 1992      | 2014                                                             |            |
| Ту-154Б-2       | 1992      | 2008                                                             |            |
| Як-40           | 1992      | 2012                                                             |            |
| Як-42           | 2006      | 2013 (ЮТэйр) 2021 (ЗАО «ЮТэйр»)                                  |            |
| Airbus A321-200 | 2013      | 2015                                                             |            |
| ATR 42-300      | 2005      | 2014                                                             |            |
| ATR 72-200      | 2008      | 2012                                                             |            |
| Boeing 757-200  | 2010      | 2015                                                             |            |
| CRJ 100LR       | 2010      | 2014                                                             |            |
| CRJ 200LR       | 2010      | 2014                                                             |            |

### Парк вертолётов
Парк вертолётов группы компаний «ЮТэйр» состоит из 336 единиц (по данным на февраль 2024 года), в их числе самые грузоподъёмные в мире вертолёты Ми-26, способные перевозить внутри фюзеляжа и на внешней подвеске груз весом 20 тонн.
| Вертолёт         | Количество | Число мест | Потолок, м | Загрузка, кг | Дальность, км |
| ---------------- | ---------- | ---------- | ---------- | ------------ | ------------- |
| Ми-8Т            | 170        | 8—28       | 6000       | 4000         | 600           |
| Ми-8МТВ          | 56         | 22         | 6000       | 4000         | 620           |
| Ми-26            | 25         | 85         | 4600       | 20000        | 800           |
| Ми-171           | 48         | 26         | 6000       | 4000         | 650           |
| Ка-32            | 4          | 13—16      | 5000       | 3500         | 440           |
| AS.350           | 17         | 5          | 7010       | 760          | 580           |
| Robinson R44     | 15         | 3          | 4270       | 380          | 650           |
| Eurocopter AS355 | 7          | 5          | 6096       | 760          | 560           |

### Именные самолёты[58]
- Николай Байбаков — имя присвоено самолёту Boeing 737-800 (регистрационный номер RA-73085), ранее принадлежало самолёту Ту-154М (регистрационный номер RA-85056).
- Василий Бахилов — имя присвоено самолёту Boeing 737-400 (регистрационный номер RA-73065), ранее принадлежало самолёту Ту-154М (регистрационный номер RA-85755).
- Геннадий Богомяков— имя присвоено самолёту Boeing 737-400 (регистрационный номер RA-73066).
- Борис Быстрых — имя присвоено самолёту Boeing 737-400 (регистрационный номер RA-73068).
- Валерий Грайфер — имя присвоено самолёту Boeing 737-500 (регистрационный номер RA-73042).
- Антонина Григорьева — имя присвоено самолёту Boeing 737-400 (регистрационный номер RA-73067), ранее принадлежало самолёту Ту-154М (регистрационный номер RA-85733).
- Василий Колошенко — имя присвоено самолёту Boeing 737-400 (регистрационный номер RA-73064)[59].
- Роман Кузоваткин — имя присвоено самолёту Boeing 737—800 (регистрационный номер RA-73090).
- Геннадий Ласкин — имя присвоено самолёту Boeing 737—500 (регистрационный номер RA-73044).
- Константин Лужецкий — имя присвоено самолёту Boeing 737-800 (регистрационный номер RA-73086), ранее принадлежало самолёту Ту-154М (регистрационный номер RA-85727).
- Роман Марченко — имя присвоено самолёту Boeing 737-800 (регистрационный номер RA-73087), ранее принадлежало самолёту Ту-154М (регистрационный номер RA-85820).
- Виктор Муравленко — имя присвоено самолёту Boeing 737-800 (регистрационный номер RA-73084), ранее принадлежало самолёту Ту-154М (регистрационный номер RA-85796).
- Александр Никитин — имя присвоено самолёту Boeing 737-500 (регистрационный номер RA-73063).
- Суламбек Осканов — имя присвоено самолёту Boeing 767-200 (регистрационный номер RA-73082).
- Пётр Панов — имя присвоено самолёту Boeing 737-400 (регистрационный номер RA-73069), ранее принадлежало самолёту Ту-154М (регистрационный номер RA-85808).
- Степан Повх — имя присвоено самолёту Boeing 737-500 (регистрационный номер RA-73038).
- Александр Протозанов — имя присвоено самолёту Boeing 737—800 (регистрационный номер RA-73091)[60].
- Фарман Салманов — имя присвоено самолёту Boeing 737-800 (регистрационный номер RA-73088), ранее принадлежало самолёту Ту-154М (регистрационный номер RA-85805).
- Иван Хохлов — имя присвоено самолёту Boeing 767-200 (регистрационный номер RA-73083).
- Виктор Черномырдин — имя присвоено самолёту Boeing 767-200 (регистрационный номер RA-73081).
- Борис Щербина — имя присвоено самолёту Boeing 737—800 (регистрационный номер RA-73089), ранее принадлежало самолёту Ту-154М (регистрационный номер RA-85788).
- Владимир Кулешов — имя присвоено самолёту Ту-154М (регистрационный номер RA-85813), порезан на металлолом в 2014 году. Имя было переназначено самолёту Boeing 737-800 (регистрационный номер VQ-BJI), однако 1 сентября 2018 года он потерпел аварию в аэропорту Сочи.

## Вертолётные работы
С 1991 года ЮТэйр является подрядчиком ООН по доставке гуманитарных грузов вертолётным транспортом, а с 2001 года — крупнейшим поставщиком авиатранспортных услуг для этой организации. В обслуживании миротворческих миссий ООН задействовано более 400 сотрудников авиакомпании — лётные и технические специалисты высокой квалификации.
В рамках долгосрочных контрактов по авиационному обеспечению миротворческих миссий ООН в Кот-д’Ивуаре, Либерии, Судане, Южном Судане, Конго, Афганистане, Сомали и Мали было задействовано 55 вертолётов и самолётов ЮТэйр.
В 2021 году ЮТэйр эвакуировала 245 сотрудников ООН из Афганистана в Казахстан.
Осенью 2023 года компания вернула 30 вертолётов семейства Ми-17 (Ми-8АМТ/МТВ) в Россию из-за сокращения их участия в миссиях ООН.
ЮТэйр развивает вертолётные работы по коммерческим контрактам. Для этого был создан ряд дочерних предприятий:
- UTair Europe — c 2006 года выполняет вертолётные работы в странах Западной и Восточной Европы;
- UTair South Africa — с 2005 года обслуживает контракты на африканском континенте;
- UTair India (ранее — UT Project Services Pvt.Ltd.) — с 2005 года выполняет вертолётные работы в Индии.

К 2021 году ЮТэйр эксплуатировали более 100 вертолётов современного семейства Ми-17, в рамках Международного авиационно-космического салона МАКС-2021 было заключено соглашение о поставке ещё 50 вертолётов Ми-8АМТ холдингом «Вертолёты России». В 2023 году по соглашению с ГТЛК вертолётный парк ЮТэйр пополнился 15 новыми вертолётами: 4 Ми-8АМТ и 11 Ми-8МТВ-1).
География вертолётных работ ЮТэйр включает территории Красноярского края, Ханты-Мансийского и Ямало-Ненецкого автономных округов, Дальневосточного федерального округа, а также Иркутской, Тюменской, Мурманской и Московской областей, Коми, Хабаровский край, Башкортостан.

## Санитарная авиация
В 2017 году дочерняя компания АО «ЮТэйр-Вертолётные услуги» первой в России среди вертолётных операторов получила лицензию на осуществление медицинской деятельности. Таким образом компания смогла оказывать как первую медицинскую помощь, так и транспортировать пострадавших.
Для поддержания жизнедеятельности больных воздушные суда Ми-8/Ми-17 оснащаются специальными медицинскими модулями. В том же году компания работала по заключённым договорам на оказание услуг санавиации в Ханты-Мансийском автономном округе, Тюменской и Омской областях, Красноярском, Хабаровском краях, Республике Хакасия.
В 2018 году АО «ЮТэйр-Вертолётные услуги» стала обладателем первой Всероссийской премии в области санитарной авиации «Золотой час». За 2017 год вертолёты компании перевезли 5100 пациентов, а налёт по санитарным заданиям достиг 6370 часов вдвое превысив показатели 2016 года.
В ноябре 2020 года экипаж вертолёта Ми-8МТВ помог спасти в Южном Судане (Паньягор) 12 сотрудников Международного Комитета Красного Креста.
С ООН по направлению медицинской эвакуации компания сотрудничает с 2011 года.

## Благотворительность
С 2003 года ЮТэйр в рамках программы «Ветеран» круглогодично предоставляет бесплатные билеты ветеранам Великой Отечественной войны, инвалидам боевых действий и бывшим узникам концлагерей. Сопровождающие лица получают скидки на билеты.
С 2008 года ЮТэйр является партнёром благотворительного фонда «Подари жизнь!», художественного центра «Дети Марии», фонда помощи детям «Расправь крылья!».
С 2012 года ЮТэйр сотрудничает с поисково-спасательным обществом «ЛизаАлерт». В 2018 году 247 волонтёров совершили 497 полётов на рейсах авиакомпании для организации поисков людей.
В 2014 и 2015 годах организованы и проведены «Воздушные марафоны добра», донорский марафон «70 лет Победы» и роуд-шоу «Музартерия-2015» в поддержку Программы развития добровольного донорства крови Министерства здравоохранения Российской Федерации и ФМБА России.
В 2019 году ЮТэйр выступил официальным перевозчиком международного Кубка мира по шахматам, предложив участникам, гостям и официальным лицам турнира специальные условия: четыре регулярных рейса с фиксированной стоимостью билетов.
В 2023 году была запущена акция «Мили Utair для добрых дел», по которой все участники программы лояльности Utair Status могут пожертвовать накопленные мили благотворительному фонду «Подари жизнь». Переданные мили позволяют больным детям и их сопровождающим из регионов получать билеты для лечения в столице или возвращаться после лечения домой.

## Вертолётное шоу «В гостях у ЮТэйр»
С 2002 года ЮТэйр проводит вертолётное шоу «В гостях у ЮТэйр». В рамках мероприятия посетители могут осмотреть все виды вертолётов, которые использует компания, пообщаться с экипажами и увидеть манёвры пилотов в воздухе.
В 2018 году в программу входили самый грузоподъёмный в мире вертолёт Ми-26, «летающий кран» Ми-10К и новейший на тот момент Ми-171А2. Гости могли увидеть многоцелевые вертолёты AS350/355, Ка-32, Ми-8 и Ми-17, посмотреть как вертолёты производят высадку спасателей на парашютах и тушение пожаров.
Также в программе — показательные полёты на вертолётах и самолётах, выступление спортсменов-парашютистов и авиамоделистов, полёты на вертолёте Ми-8 и самолёте Ан-2.
В другие годы менялся состав демонстрируемого авиапарка, но программа фестиваля оставалась неизменной.

## Цифровизация
В марте 2023 года компания «ЮТэйр» учредила ООО «ЮТэйр — Информационные технологии» для решения задач по разработке программного обеспечения, а также консультативных работ и работ в области компьютерных технологий.
2022 — ЮТэйр подключилась к цифровой платформе Smart Fuel, основанной на блокчейн-технологии, которая позволяет моментально оплачивать заправку самолётов «в крыло» через приложение на планшете пилота.
2018 — ЮТэйр развивает мобильное приложение и сайт, предоставив пользователям «конструктор путешествий» — клиент формирует стоимость своего перелёта, выбирая необходимые услуги на земле и на борту.
2013 — ЮТэйр запустила мобильное приложение на iOS, которое позволяет зарегистрироваться на рейс за 24 часа до вылета с получением посадочного талона на электронную почту.
2006 — ЮТэйр начала эксплуатацию системы безбумажного оформления перевозок, предоставив клиентам услугу электронного оформления билетов.

## Награды
- 1997—2023 — многократный победитель и дипломант премии «Крылья России» (номинации «Самая прогрессирующая авиакомпания года», «Авиакомпания года», «Вертолётная компания года»)[83]. В 2023 году — 5 наград («Авиакомпания года — перевозки на местных и региональных маршрутах», «Авиакомпания года с объёмом перевозок на внутренних воздушных линиях от 1 до 5 млн пассажиров», «Лучшая программа лояльности авиакомпаний по выбору пассажиров» и ещё две награды получила «ЮТэйр — Вертолётные услуги»)[84].
- 1997 — лауреат премии XI International Europe Award for Quality.
- 2011 — профессиональная премия в области технического обслуживания и ремонта авиационной техники издания «Авиатранспортное обозрение» в номинации «За достижения в организации технического обслуживания региональных воздушных судов»[85].
- 2012 — лучшая авиакомпания в рамках продвижения столицы как национального и международного туристического центра по версии Комитета по туризму и гостиничному хозяйству города Москвы[86].
- 2016 — международная премия Business Traveller Russia and CIS Awards 2016 в номинации «Лучшая региональная авиакомпания России и СНГ»[87].
- 2019 — стратегия рекламной кампании ЮТэйр «Туда, где вас ждут» завоевала бронзовую награду в категории Creative Strategy Международного фестиваля "Каннские львы"[88].
- 2023 — премия «Крылья России — 2022» в номинации «Авиакомпания года с объёмом перевозок на внутренних воздушных линиях от 2 до 5 млн пассажиров» для «ЮТэйр — Пассажирские авиалинии» и победа в номинации «Авиакомпания года — вертолётные услуги» для «ЮТэйр — Вертолётные услуги»[89].
- 2023 — премии «Skyway Service Award» для сотрудников компании «ЮТэйр»[90].
- 2023 — компания заняла 4-е место в рейтинге Forbes «20 лучших авиакомпаний для полётов за рубеж»[91].

ЮТэйр входит в рейтинги самых пунктуальных авиаперевозчиков по версии Росавиации и крупнейших аэропортов. Авиакомпания заняла вторую строчку в рейтинге пунктуальности 2016 года, подготовленном «РИА Рейтинг» на основании данных Росавиации: регулярность полётов ЮТэйр составила 98,8 %.
Авиакомпанию неоднократно признали самым пунктуальным перевозчиком аэропорты Уфы, Минска, Новосибирска, Омска, аэропорта Бен Гурион (Тель-Авив в Израиле), аэропорта Пулково (Санкт-Петербург), аэропорта Домодедово (Москва).
ЮТэйр входит в рейтинг ста крупнейших социально ответственных российских компаний по версии Агентства политических и экономических коммуникаций (АПЭК).
В 2021 году компания вошла в рейтинг журнала Forbes «200 крупнейших частных компаний России», где заняла 175 место с выручкой 58,3 млрд рублей.

## Санкции
Украина ввела санкции в отношении авиакомпании. Указ Президента Украины №265/2021 от 18.06.2021, запретил использовать воздушное пространства Украины в течение 3 лет, а после полномасштабного российского вторжения, Указ №726/2022 от 19.10.2022, запретил совершать определённые сделок и осуществлять определённые виды деятельности на территории Украины со сроком на 10 лет.
Также в отношении авиакомпании Бюро промышленности и безопасности Министерства торговли США издан приказ о временном отказе в экспортных привилегиях от 07.04.2022 на 180 дней. Действие ограничений продлено приказами от 03.10.2022 и 29.03.2023 (на срок 180 дней каждый) и приказом от 23.09.2023 на 1 год.
Кроме того, имплементационным регламентом Еврокомиссии 2022/594 от 08.04.2022 авиакомпания вместе с другими крупнейшими российскими авиаперевозчиками включена в предусмотренный Регламентом ЕС №474/2006 перечень авиаперевозчиков, которым запрещено осуществлять деятельность на территории ЕС.
16 декабря 2024 года попала в санкционный список в рамках 15-го пакета санкций Евросоюза.